# جاجانغميون

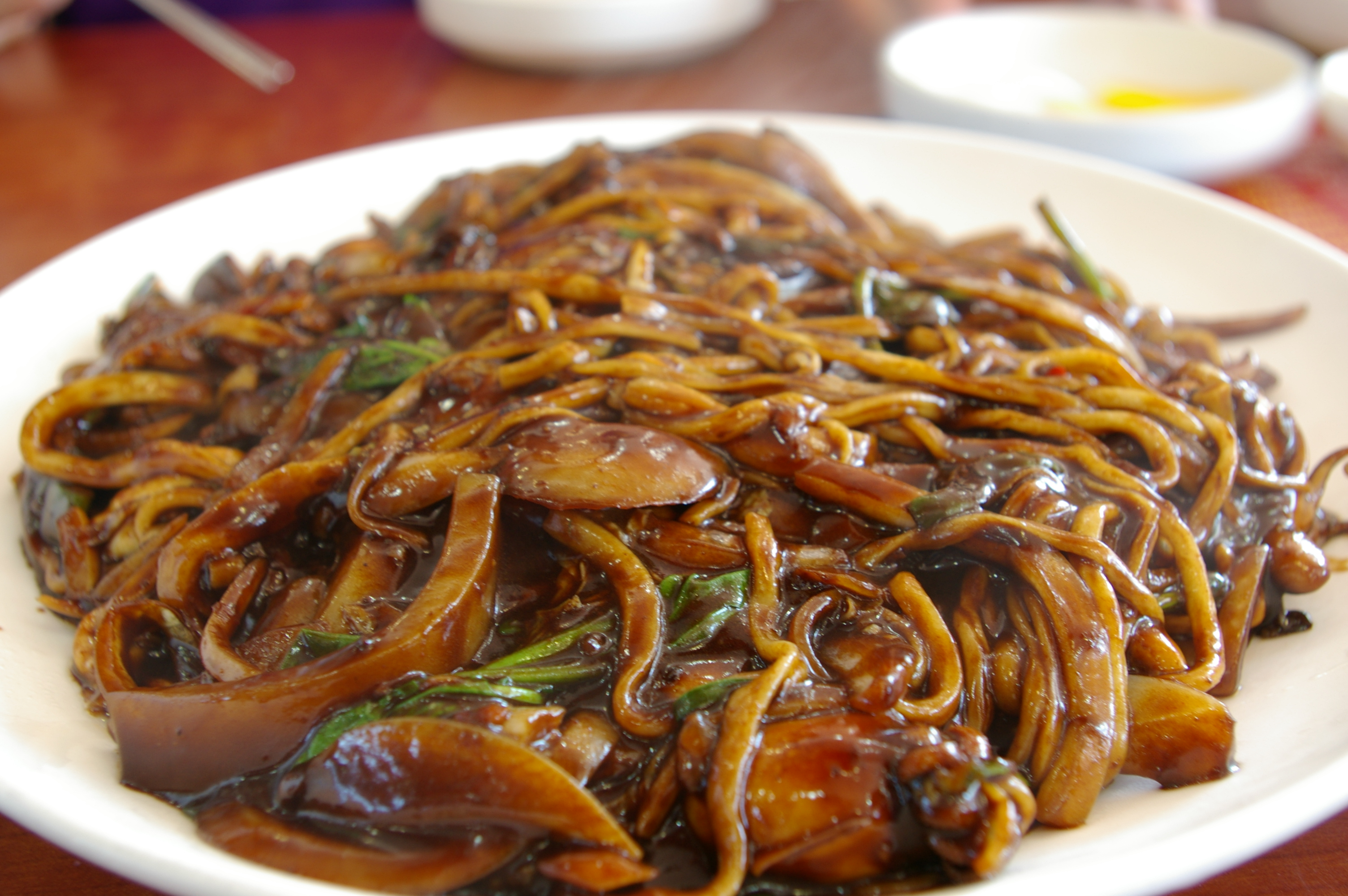
جاجانغميون جاهز للأكل

جاجانغميون (자장면) هو طبق نودلز كوري صيني مع صلصلة سميكة تصنع من الفاصوليا الحلوة، بالأضافة إلى لحم الخنزير والخضراوات. وفي بعض الوصفات تستخدم المأكولات البحرية.

## معرض صور

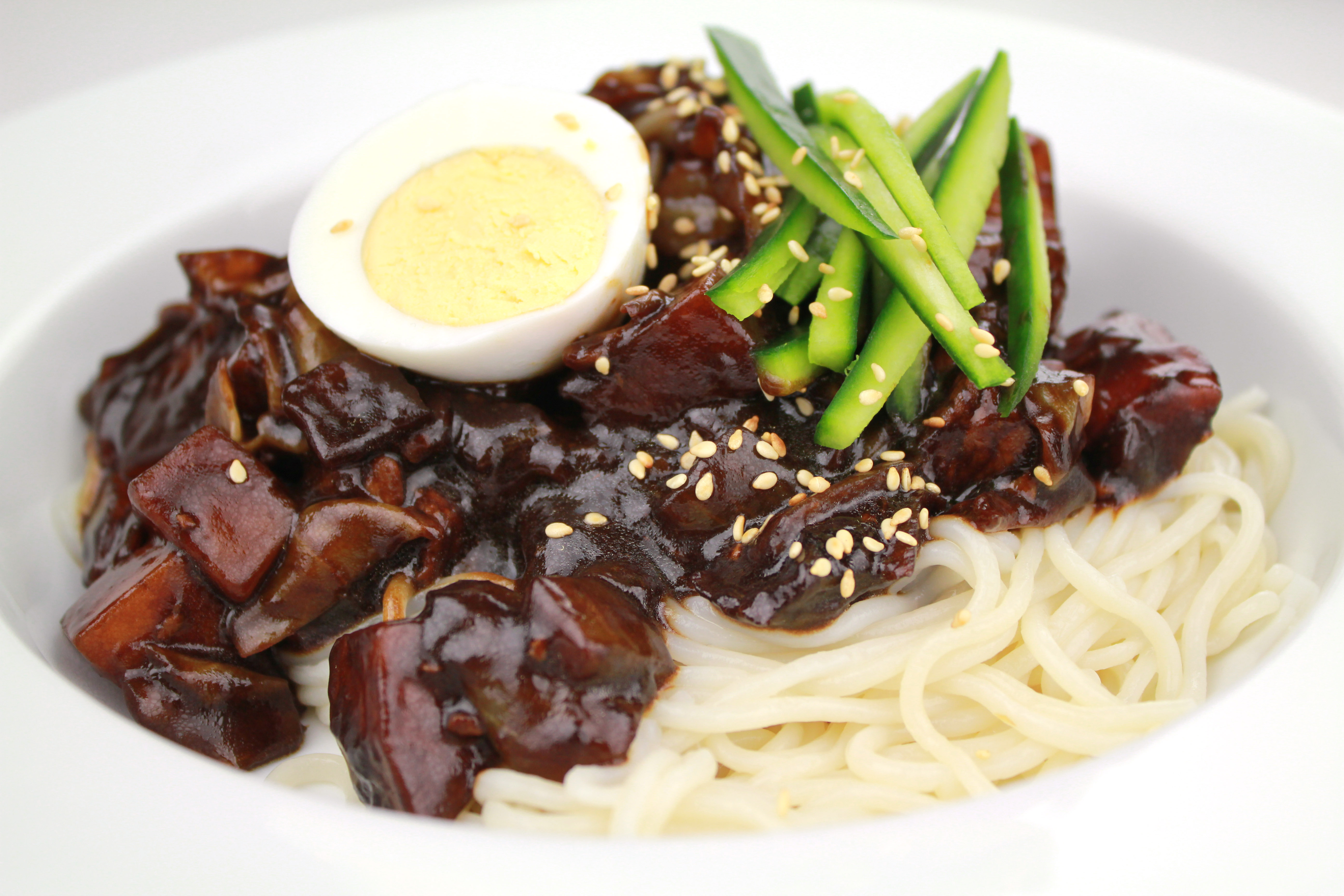
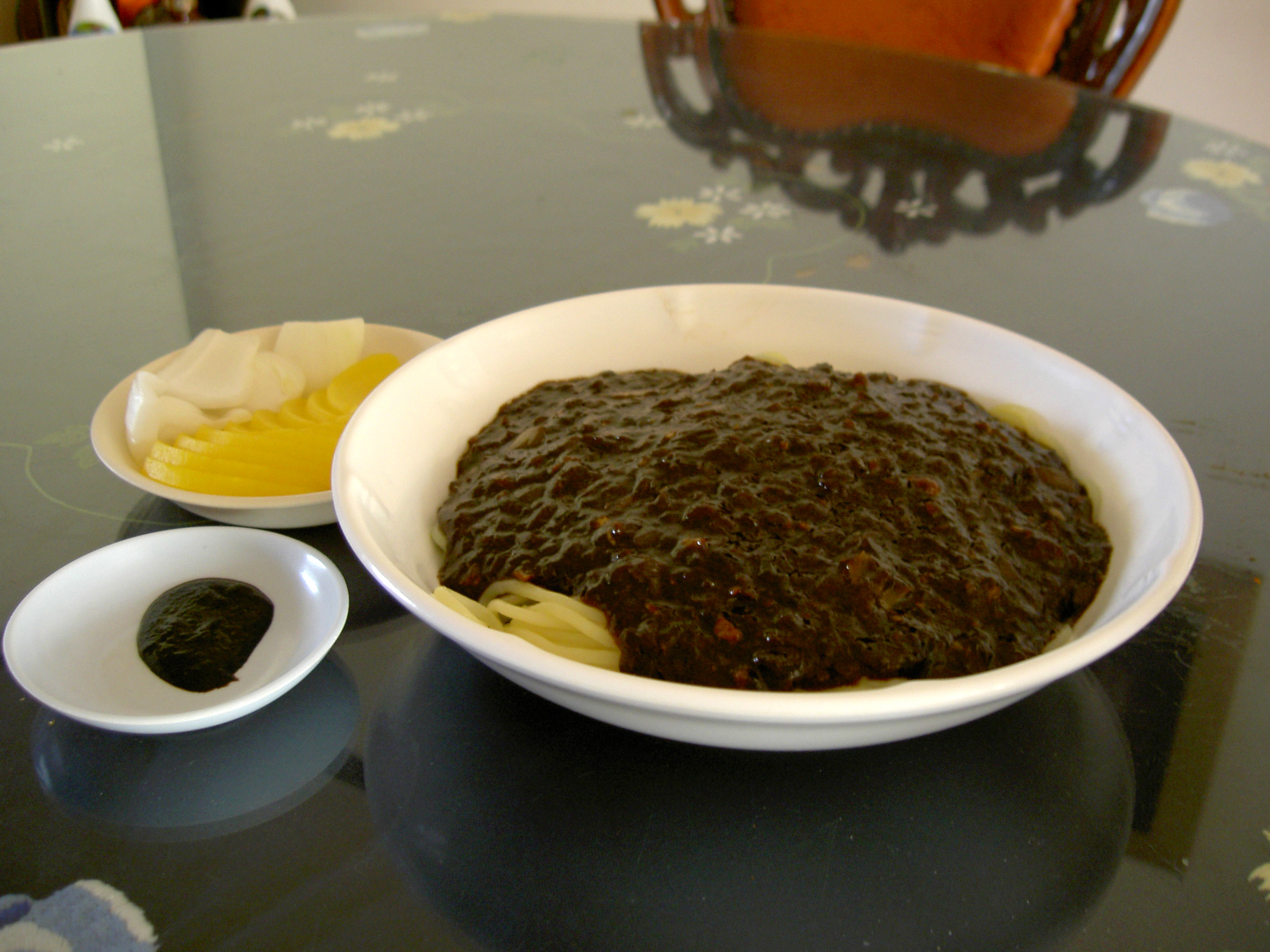
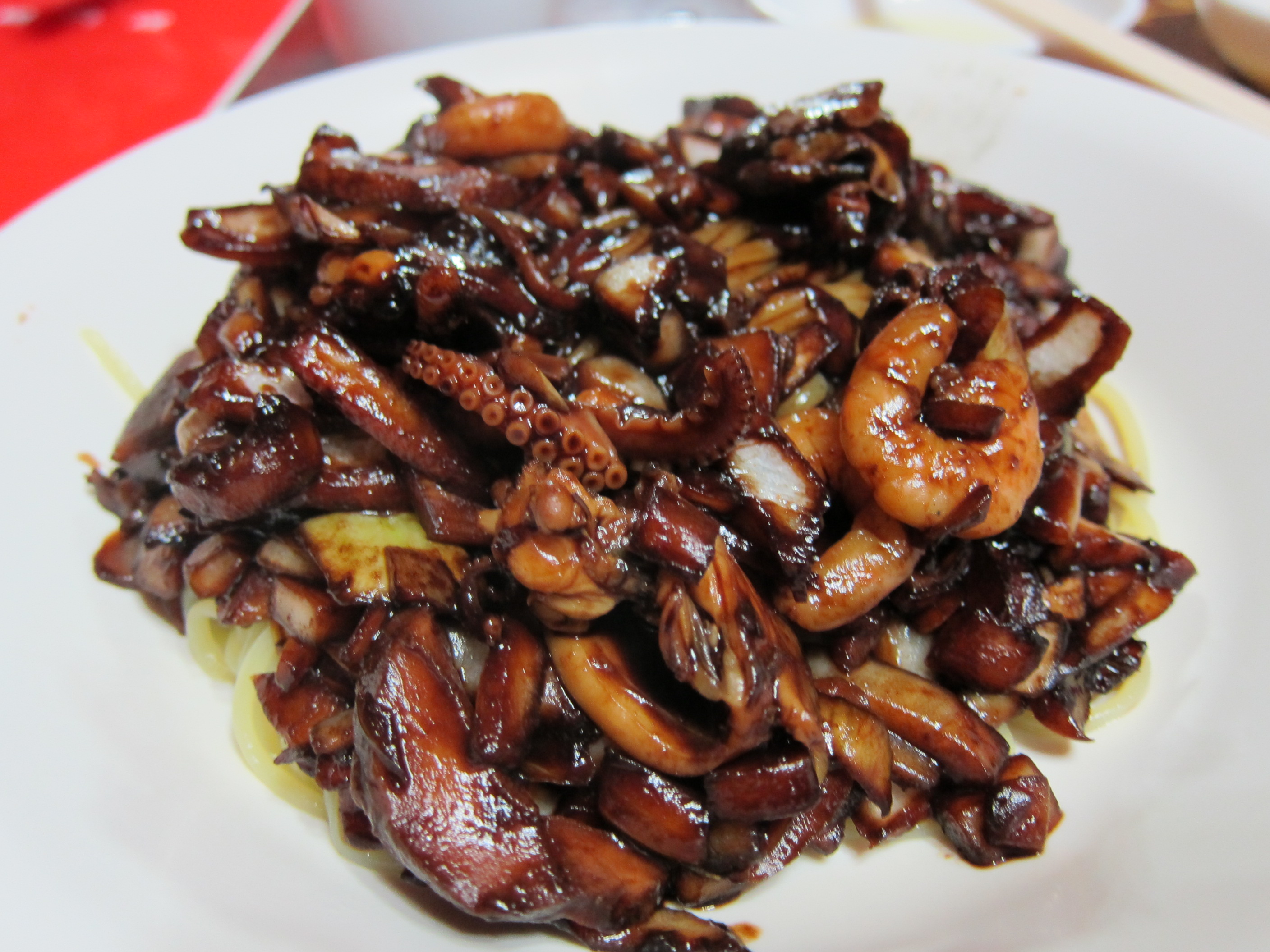
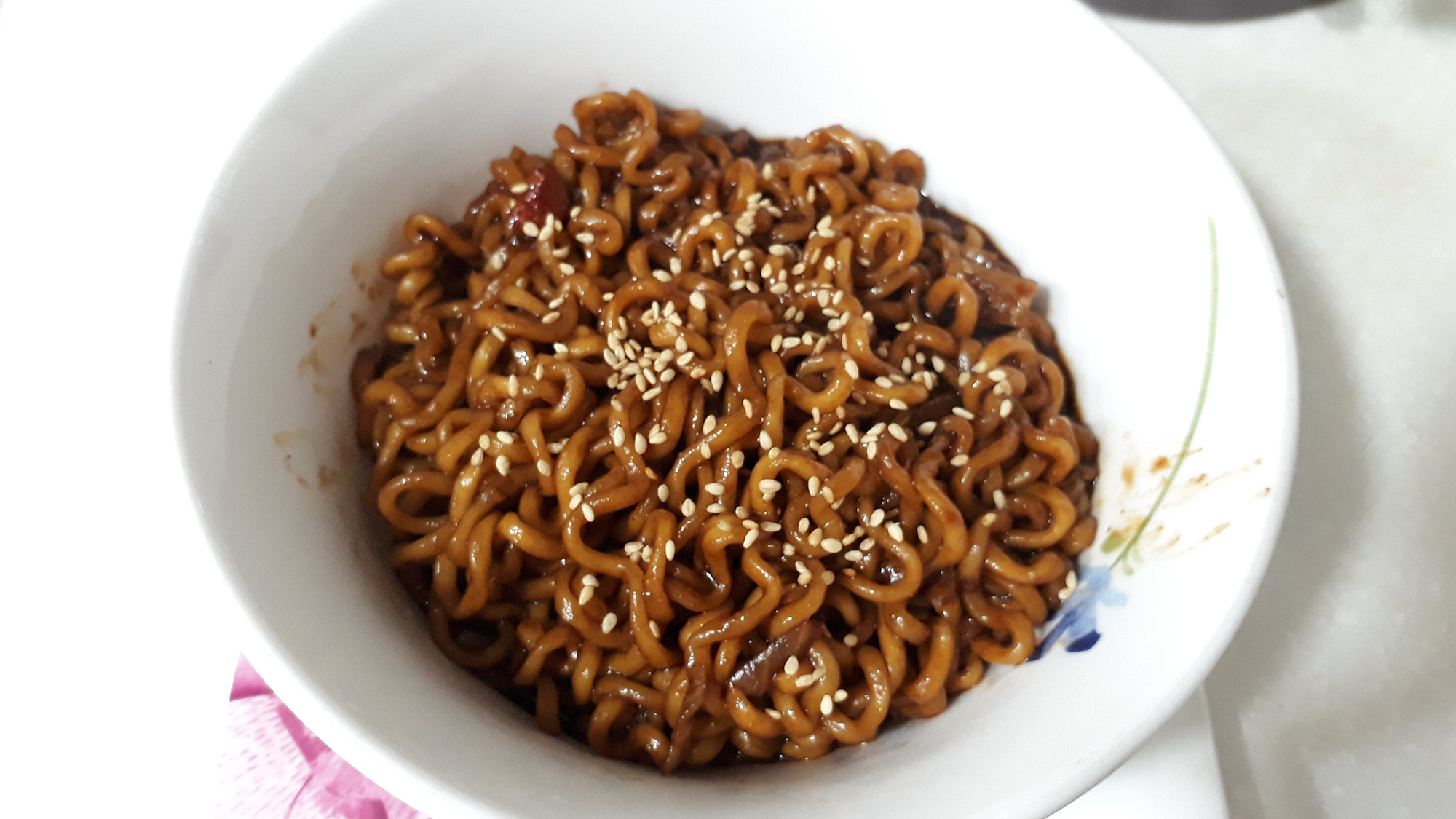
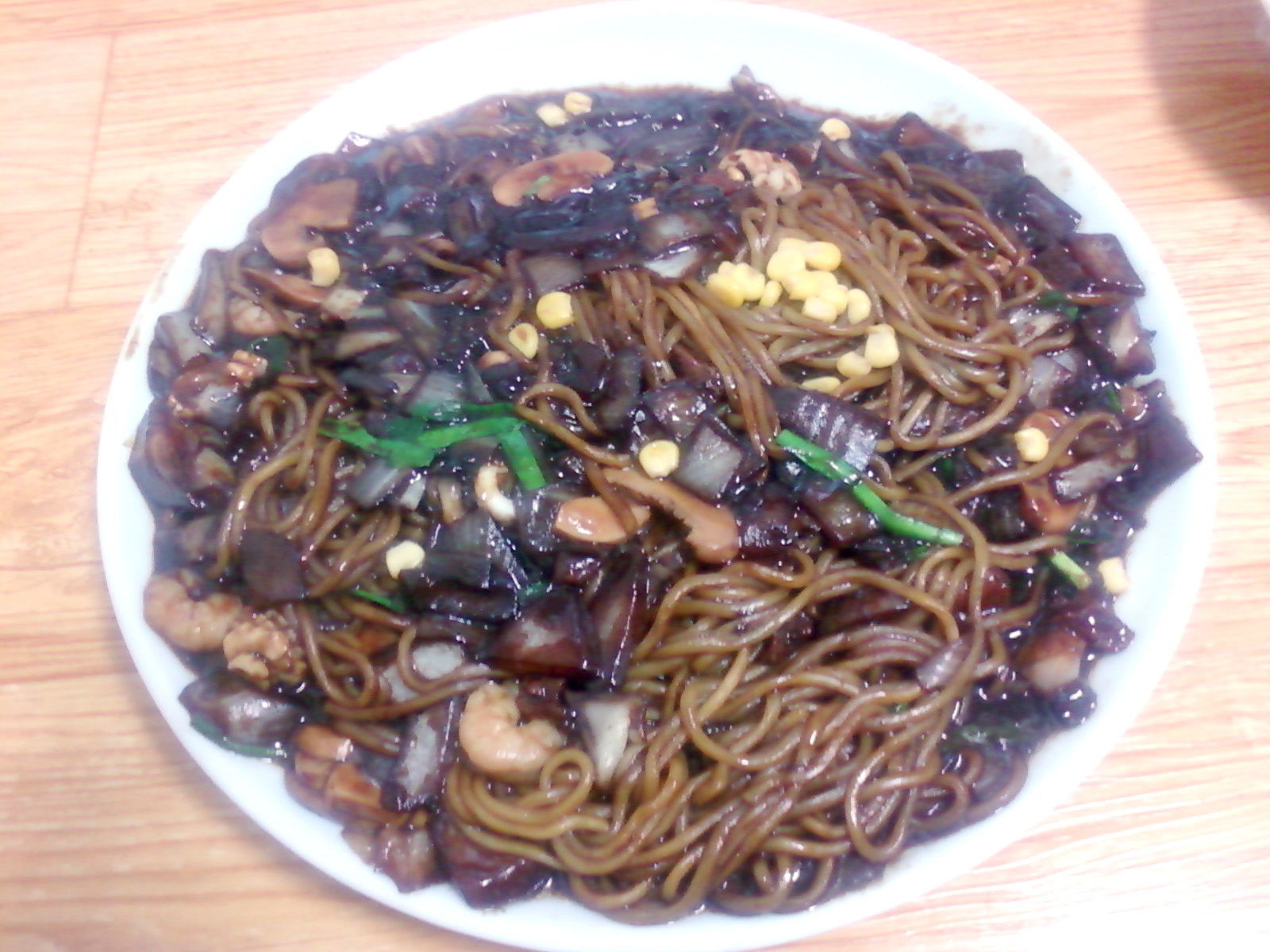